# Fàbrica de Sifons Albacar
La fàbrica de Sifons Albacar és un edifici de Sant Jaume d'Enveja (Montsià) inclòs a l'Inventari del Patrimoni Arquitectònic de Catalunya.

## Descripció
És un conjunt format per diferents edificis al voltant d'un espai central obert. El principal inclou la fàbrica, a la planta baixa, i l'habitatge dels propietaris al primer pis. Els altres són utilitzats com a magatzems. La construcció és bàsicament de maó arrebossat i pintat. L'edifici principal és de planta rectangular i teulada a dues vessants en sentit longitudinal. A una de les bandes té afegits dos cossos prismàtics amb coberta plana en forma de terrassa. Destaca la balconada correguda del primer pis, que agafa tres portes de sortida, dues de fusta.

## Història
L'edifici és de finals del segle xix, quan la família es traslladà a viure al lloc, possiblement en relació amb l'existència de les salines. La fàbrica data de 1944. Anteriorment a la planta baixa hi havia l'habitatge i al primer pis les habitacions. Actualment el negoci és dirigit per J. A. Albacar, fill del fundador Juan Albacar Boilo.